# ФК «Крылья Советов» Куйбышев в сезоне 1971
Сезон 1971 — 27-й сезон «Крыльев Советов», в том числе 5-й сезон во втором по значимости дивизионе СССР. По итогам чемпионата команда заняла 6-е место.

## Чемпионат СССР (первая лига)

### Турнирная таблица
| Место | Команда                   | И  | В  | Н  | П  | Мячи  | О  |
| ----- | ------------------------- | -- | -- | -- | -- | ----- | -- |
| 4     | «Металлург» Запорожье     | 42 | 16 | 14 | 12 | 51-39 | 46 |
| 5     | «Спартак» Орджоникидзе    | 42 | 19 | 7  | 16 | 52-57 | 45 |
| 6     | Крылья Советов (Куйбышев) | 42 | 17 | 9  | 16 | 54-41 | 43 |
| 7     | «Текстильщик» Иваново     | 42 | 14 | 15 | 13 | 45-43 | 43 |
| 8     | «Металлист» Харьков       | 42 | 18 | 7  | 17 | 50-49 | 43 |

### Результаты матчей
| 06 апреля 1971 1 тур | Памир (Душамбе) | 1:0 | Крылья Советов (Куйбышев) |  |

| 10 апреля 1971 2 тур | Алга (Фрунзе) | 1:1 | Крылья Советов (Куйбышев) |  |

| 14 апреля 1971 3 тур | «Шахтёр» Караганда | 2:1 | Крылья Советов (Куйбышев) |  |

| 22 апреля 1971 4 тур | Крылья Советов (Куйбышев) | 1:0 | «Молдова» Кишинев |  |

| 27 апреля 1971 5 тур | Крылья Советов (Куйбышев) | 2:1 | «Металлург» Запорожье |  |

| 02 мая 1971 6 тур | Крылья Советов (Куйбышев) | 0:0 | «Черноморец» Одесса |  |

| 09 мая 1971 7 тур | «Строитель» Ашхабад | 1:0 | Крылья Советов (Куйбышев) |  |

| 13 мая 1971 8 тур | «Спартак» Орджоникидзе | 0:2 | Крылья Советов (Куйбышев) |  |

| 17 мая 1971 9 тур | «Волгарь» Астрахань | 0:1 | Крылья Советов (Куйбышев) |  |

| 24 мая 1971 10 тур | Крылья Советов (Куйбышев) | 1:2 | «Локомотив» Москва |  |

| 28 мая 1971 11 тур | Крылья Советов (Куйбышев) | 2:1 | «Шинник» Ярославль |  |

| 01 июня 1971 12 тур | Крылья Советов (Куйбышев) | 1:1 | «Текстильщик» Иваново |  |

| 08 июня 1971 13 тур | «Уралмаш» Свердловск | 1:0 | Крылья Советов (Куйбышев) |  |

| 12 июня 1971 14 тур | «Кузбасс» Кемерово | 1:1 | Крылья Советов (Куйбышев) |  |

| 16 июня 1971 15 тур | Крылья Советов (Куйбышев) | 1:0 | «Рубин» Казань |  |

| 24 июня 1971 16 тур | «Динамо» Ленинград | 2:1 | Крылья Советов (Куйбышев) |  |

| 28 июня 1971 17 тур | «Даугава» Рига | 1:0 | Крылья Советов (Куйбышев) |  |

| 03 июля 1971 18 тур | «Жальгирис» Вильнюс | 1:0 | Крылья Советов (Куйбышев) |  |

| 09 июля 1971 19 тур | Крылья Советов (Куйбышев) | 0:0 | «Торпедо» Кутаиси |  |

| 13 июля 1971 20 тур | Крылья Советов (Куйбышев) | 2:1 | «Металлист» Харьков |  |

| 17 июля 1971 21 тур | Крылья Советов (Куйбышев) | 2:4 | «Днепр» Днепропетровск |  |

| 24 июля 1971 22 тур | Крылья Советов (Куйбышев) | 1:2 | «Уралмаш» Свердловск |  |

| 28 июля 1971 23 тур | Крылья Советов (Куйбышев) | 3:0 | «Кузбасс» Кемерово |  |

| 01 августа 1971 24 тур | «Рубин» Казань | 0:3 | Крылья Советов (Куйбышев) |  |

| 09 августа 1971 25 тур | Крылья Советов (Куйбышев) | 3:0 | «Динамо» Ленинград |  |

| 13 августа 1971 26 тур | Крылья Советов (Куйбышев) | 1:1 | «Даугава» Рига |  |

| 17 августа 1971 27 тур | Крылья Советов (Куйбышев) | 1:0 | «Жальгирис» Вильнюс |  |

| 25 августа 1971 28 тур | «Днепр» Днепропетровск | 2:0 | Крылья Советов (Куйбышев) |  |

| 29 августа 1971 29 тур | «Металлист» Харьков | 2:1 | Крылья Советов (Куйбышев) |  |

| 02 сентября 1971 30 тур | «Торпедо» Кутаиси | 0:2 | Крылья Советов (Куйбышев) |  |

| 10 сентября 1971 31 тур | Крылья Советов (Куйбышев) | 2:0 | Памир (Душамбе) |  |

| 14 сентября 1971 32 тур | Крылья Советов (Куйбышев) | 3:1 | Алга (Фрунзе) |  |

| 18 сентября 1971 33 тур | Крылья Советов (Куйбышев) | 6:1 | «Шахтёр» Караганда |  |

| 26 сентября 1971 34 тур | «Молдова» Кишинев | 1:0 | Крылья Советов (Куйбышев) |  |

| 30 сентября 1971 35 тур | «Черноморец» Одесса | 1:0 | Крылья Советов (Куйбышев) |  |

| 04 октября 1971 36 тур | «Металлург» Запорожье | 4:0 | Крылья Советов (Куйбышев) |  |

| 10 октября 1971 37 тур | Крылья Советов (Куйбышев) | 4:2 | «Строитель» Ашхабад |  |

| 15 октября 1971 38 тур | Крылья Советов (Куйбышев) | 3:1 | «Спартак» Орджоникидзе |  |

| 19 октября 1971 39 тур | Крылья Советов (Куйбышев) | 1:1 | «Волгарь» Астрахань |  |

| 24 октября 1971 40 тур | «Текстильщик» Иваново | 0:0 | Крылья Советов (Куйбышев) |  |

| 29 октября 1971 41 тур | «Шинник» Ярославль | 1:0 | Крылья Советов (Куйбышев) |  |

| 02 ноября 1971 42 тур | «Локомотив» Москва | 1:1 | Крылья Советов (Куйбышев) |  |

## Кубок СССР

### Результаты матчей
| 16 марта 1971 1/16 финала (первый матч) | Динамо (Тбилиси) | 0:0 | Крылья Советов (Куйбышев) | Тбилиси                            |
|                                         |                  |     |                           | Стадион: Локомотив Зрителей: 12000 |

| 20 марта 1971 1/16 финала (ответный матч) | Крылья Советов (Куйбышев) | 1:2 | Динамо (Тбилиси)          | Сочи                 |
|                                           | Аряпов 36′                |     | Нодия 63′ · Метревели 75′ | Стадион: Центральный |

## Товарищеские матчи
| 22 сентября 1971 | Крылья Советов (Куйбышев) | –:– | Берое (Стара-Загора) | Куйбышев           |
| 18:00            | Мартынов –2               |     |                      | Стадион: Металлург |